# Рескриптинг
Рескриптинг (также рескриптинг в воображении) — опытно-ориентированная техника психологической работы, использующая образы и воображение для вмешательства в травматические воспоминания. Процесс проводится под руководством психолога или психотерапевта, определяющего способы работы с конкретными травматическими воспоминаниями, образами или ночными кошмарами.
Рескриптинг помогает переопределить и создать новые нейронные сети, работающие на уменьшение симптомов ПТСР и травмы. В рамках сессии рескриптинга терапевт предлагает клиенту повторно погрузиться в воспоминание, над которым идёт работа. В ключевой точке воспоминания либо клиент, либо терапевт вмешивается в образ/воспоминание. Вмешательство может включать восстановление контроля над событием, создание новых результатов или восстановление власти над повествованием о событии. Цель — установить связь с неудовлетворенными базовыми потребностями клиента, возникшими в результате воспоминания/опыта.

## Терапевтическое применение
Было показано, что рескриптинг эффективен при лечении посттравматического стрессового расстройства, возникшего в результате детских травм.
Это опытно-ориентированная техника, которая предполагает активную работу с мысленными образами, а не просто разговор о том, что произошло.
Техника рескриптинга работает непосредственно с причинами травмы с целью реструктурирования систем подразумеваемого значения, закрепляющих симптомы ПТСР, вызывающих эмоциональный стресс и неадаптивное поведение. Когда рескриптинг успешно меняет основное значение травматических воспоминаний, создаются новые нейронные пути, способствующие изменениям в негативных схемах, основных системах убеждений и поведении.
Как и ДПДГ, рескриптинг может быть эффективным методом лечения травм без необходимости длительного воздействия травматического опыта в рамках терапевтического процесса.

## История
Использование воображения в качестве терапевтической практики развивалось в различных психологических направлениях, пока не стало эмпирически подтвержденной практикой. Эти направления включают гипноз, психоанализ, гештальт-терапию и КПТ.
Пьер Жане впервые применил замену образов в 1889 году. Он использовал гипноз, чтобы помочь клиентам переосмыслить травмирующие события как положительный опыт. Ханскарл Лойнер разработал управляемое аффективное воображение как часть своей терапевтической модели. Управляемая аффективная визуализация использует определенные образы, чтобы ввести клиента в состояние транса. Разнообразные образы-скейпы, возникавшие в этом состоянии, помогали клиентам Лойнера вызывать различные эмоции, с которыми шла клиническая работа.
Воображение занимало центральное место в гештальт-терапии. Фриц Перлз начинал свои сеансы с того, что клиент вызывал образы из снов, или с визуализаций. Перлз использовал эти образы, чтобы определить аспекты пациента, которые могли общаться с более глубокими уровнями его подсознания.
Аарон Бек адаптировал технику Перлза в своей группе когнитивной терапии в начале 1980-х годов. Это сделало работу с воображением одним из основных инструментов психотерапи. Метод был усовершенствован через его использования в когнитивной терапии посттравматического стрессового расстройства, когнитивно-поведенческой терапии ночных кошмаров и схемотерапии расстройств личности.
Дальнейшим развитием метода занимался психолог Мервин Шмукер, расширивший модели когнитивного лечения тревожных расстройств Бека. Первоначально рескриптинг был в первую очередь ориентирован на жертв насилия в раннем детстве, страдающих от влияния его последствий на взрослую жизнь.

## Исследования эффективности

### Лечение посттравматического стрессового расстройства у солдат
Исследование, опубликованное в 2016 году, продемонстрировало эффективность рескриптинга в психотерапии немецких солдат, страдающих от ПТСР и связанного с ним употребления наркотиков. В выборку вошли 24 солдата-мужчины, получившие тяжелую травму, связанную с войной. 18 из 24 участников исследования сообщили о значительном улучшении своего эмоционального состояния и способности успешно справляться с травмой. Кроме того, уровень их вины, вероятно, был значительно снижен. В ходе исследования участники оставались в больнице Бундесвера в Берлине в течение шести недель и каждый день получали 50-100-минутные сеансы терапии по индивидуально составленному плану лечения.

### Помощь людям с попытками самоубийства
Исследование 2013 года рассматривает две группы по 13 участников, депрессия и суицидальность которых определялись по шкале депрессии Бека. Выборка в основном состояла из женщин в возрасте около 20 лет, страдающих от тяжелой депрессии. Каждую неделю участники получали 90-минутный сеанс рескриптинга, на котором они подробно рассказывали о своих переживаниях и сталкивались с травмирующими образами. Цель заключалась в том, чтобы создать новую, повышенную самооценку посредством когнитивного вмешательства. В целом суицидальность участников снизилась. Однако необходимо провести дальнейшие исследования в этой области, чтобы можно было сделать более достоверные выводы. Этот подход также был успешно протестирован на предмет применения в целях самопомощи.